# Santa Lucía de las Peñas
Santa Lucía de las Peñas ist eine Ortschaft und eine Parroquia rural („ländliches Kirchspiel“) im Kanton Eloy Alfaro der ecuadorianischen Provinz Esmeraldas. Die Parroquia besitzt eine Fläche von etwa 90 km². Die Einwohnerzahl lag im Jahr 2010 bei 2222.

## Lage
Die Parroquia Santa Lucía de las Peñas liegt an der Pazifikküste im Nordwesten von Ecuador. Das Verwaltungsgebiet weist einen 10 km langen Küstenstreifen auf und reicht etwa 10 km ins Landesinnere. Der Hauptort Santa Lucía de las Peñas befindet sich an der Pazifikküste 26 km südwestlich vom Kantonshauptort Valdez. Die Fernstraße E15 (Esmeraldas–San Lorenzo) durchquert das Verwaltungsgebiet und passiert dabei deren Hauptort.
Die Parroquia Santa Lucía de las Peñas grenzt im Osten an die Parroquia La Tola, im Südosten an die Parroquia Anchayacu sowie im Süden und im Westen an die Parroquia Lagarto (Kanton Rioverde).

## Orte und Siedlungen
In der Parroquia gibt es folgende Recintos: El Rompido, El Retiro, Vainillita und La Y.

## Geschichte
Die Parroquia Santa Lucía de las Peñas entstand am 2. August 1011 als Abspaltung des westlichen Teils der Parroquia La Tola.